# Ali Pur
Ali Pur là một thị trấn thống kê (census town) của quận North West thuộc bang Delhi, Ấn Độ.

## Nhân khẩu
Theo điều tra dân số năm 2001 của Ấn Độ, Ali Pur có dân số 16.623 người. Phái nam chiếm 58% tổng số dân và phái nữ chiếm 42%. Ali Pur có tỷ lệ 68% biết đọc biết viết, cao hơn tỷ lệ trung bình toàn quốc là 59,5%: tỷ lệ cho phái nam là 74%, và tỷ lệ cho phái nữ là 61%. Tại Ali Pur, 15% dân số nhỏ hơn 6 tuổi.